# Världsera
Världsera betecknar vissa tideräkningars bruk att numrera åren från den förmodade tiden för världens skapelse. Mest känd är den judiska med epoken satt till den 7 oktober 3761 f.Kr. enligt den kristna kalendern.
Den bysantinska kalendern, som bland annat tillämpades i Grekland och Ryssland (till 1700) har sin epok den 1 september 5509 f.Kr.
Islams årsräkning inleds med Muhammeds flykt från Mecka år 622.